# Lombron
 Lombron  es una población y comuna francesa, situada en la región de Países del Loira, departamento de Sarthe, en el distrito de Mamers y cantón de Montfort-le-Gesnois.

## Demografía
| 1048 | 991 | 973 | 1261 | 1786 | 1825 |
| Para los censos de 1962 a 1999 la población legal corresponde a la población sin duplicidades (Fuente: INSEE [Consultar]) |     |     |      |      |      |